# Zofia Chomętowska
Zofia Katarzyna Chomętowska, de domo Drucka Lubecka, primo voto Czechowicz-Lachowicka, secundo voto Chomętowska (8. prosince 1902 v Parochońsku – 20. května 1991 v Buenos Aires) byla polská umělecká fotografka.

## Životopis
Pocházela ze šlechtického rodu knížat Drucki-Lubecki, dcera Felikse a Bronisławy rozené Buchowieckých. Žila na panství Parochońsk v Polesí. Dne 3. září 1919 se provdala za Władysława Czechowicze-Lachowickiho z rodiny Ostojů. Po anulování manželství se 25. září 1929 provdala za Jakuba Chomętowského a rozvedla se s ním v roce 1939.
Vystudovala francouzskou střední školu v Petrohradě. Od roku 1928 fotila kinofilmovým fotoaparátem Leica. V roce 1937 byla přijata za členku Polského fotoklubu. V letech 1938–1939 byla členkou Varšavského fotoklubu. Byla také členkou Polské fotografické společnosti - v roce 1939 byla zvolena do správní rady Polské fotografické společnosti. Její dokumentární fotografie byly prezentovány na výstavě Varšava včera, dnes a zítra, kterou v roce 1939 v Národním muzeu uspořádal primátor hlavního města Stefan Starzyński. Své fotografie zveřejnila mj. v týdeníku Świat a vystavovala na mnoha výstavách v Polsku i v zahraničí.
Spolu s Tadeuszem Przypkowskim byla organizátorkou výstavy Warszawa oskarża (Varšava obviňuje, 1945), první poválečné polské fotografické výstavy vystavené v Národním muzeu ve Varšavě, v dalších městech země i v zahraničí v dalších hlavních městech, kde byly fotografujie zobrazující hlavní město zničené během 2. světové války a poválečné návraty jeho obyvatel. Zachráněné a pořízené fotografické negativy z Varšavského povstání autorka věnovala Muzeu Varšavy. Po válce získalo muzeum asi 5 tisíc negativů z období 1923–1939 a 1945–1947. Negativy zachycující především Pohraničí autorka předala Emilii Borecké - organizátorce první poválečné výstavy s názvem Půl století Varšavy ve fotografii Zofie Chomętowské. V roce 1947 odjela Chomętowska do Argentiny. V roce 1971 navštívila Varšavu. Je pohřbena na hřbitově Powązki ve Varšavě (parcela 234-4-1/2).
V roce 2008 se v Národní galerii umění Zachęta ve Varšavě konala výstava Polské fotografky 20. století, která představila tvůrčí počiny padesáti polských dokumentaristek od 70. let 20. století, kde byly také prezentovány fotografie Chomętowské. Mezi dalšími vystavujícími byly například: Małgorzata Apathy,
Anna Beata Bohdziewicz, Anna Brzezińska-Skarżyńska, Anna Chojnacka, Maria Chrząszczowa, Maria Antonina Czaplicka, Irena Elgas-Markiewicz, Krystyna Gorazdowska, Helena Hartwigová, Joanna Helander, Wanda Herse, Halina Holas-Idziakowa, Irena Jarosińska-Małek, Irena Kummant-Skotnicka, Krystyna Łyczywek, Bożena Michalik, Maria Kietlińska, Janina Mierzecka, Janina Mokrzycka, Anna Musiałówna, Zofia Nasierowska, Fortunata Obrąpalska, Julia Pirotte, Danuta Rago, Jadwiga Rubiś, Zofia Rydetová, Jadwiga Wolska nebo Bolesława Zdanowska.
V roce 2010 byl archiv jejích negativů přivezen do Polska.

## Galerie

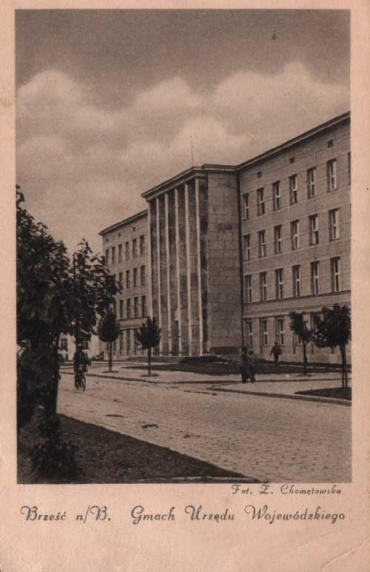
Bieraście, Bulvarny, Vajavodzki
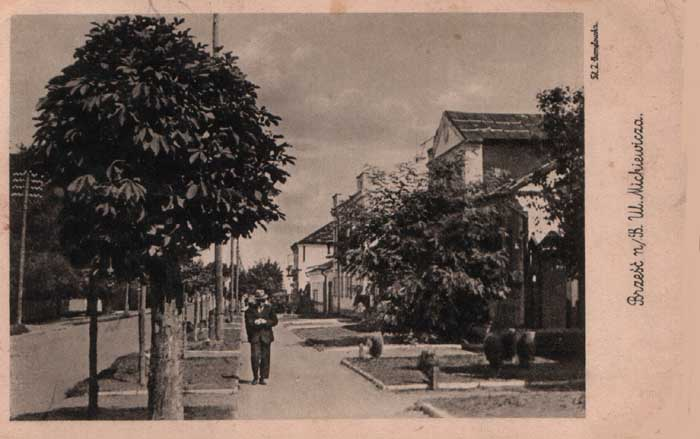
Bieraście, Bulvarny
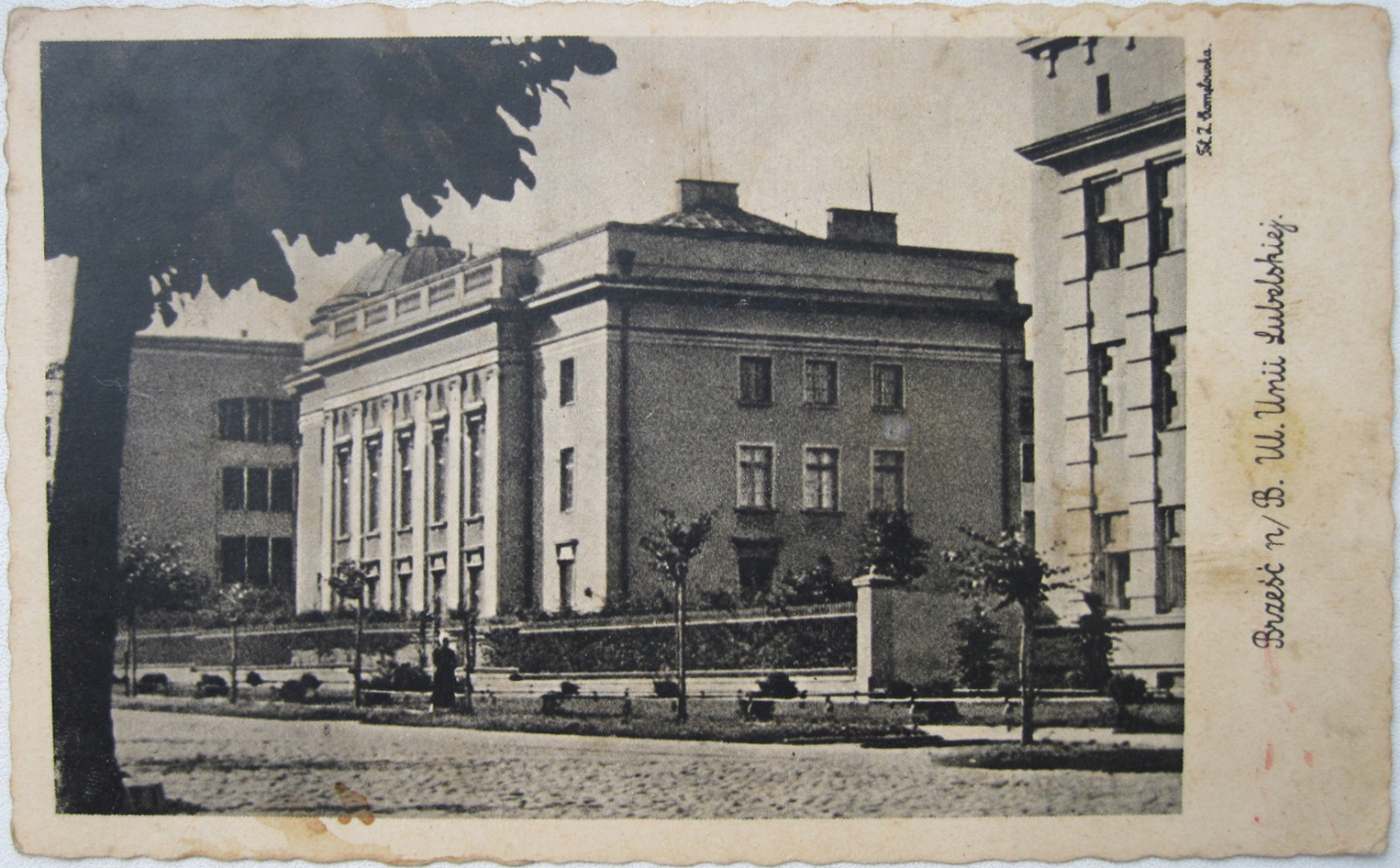
Bieraście, Bulvarny
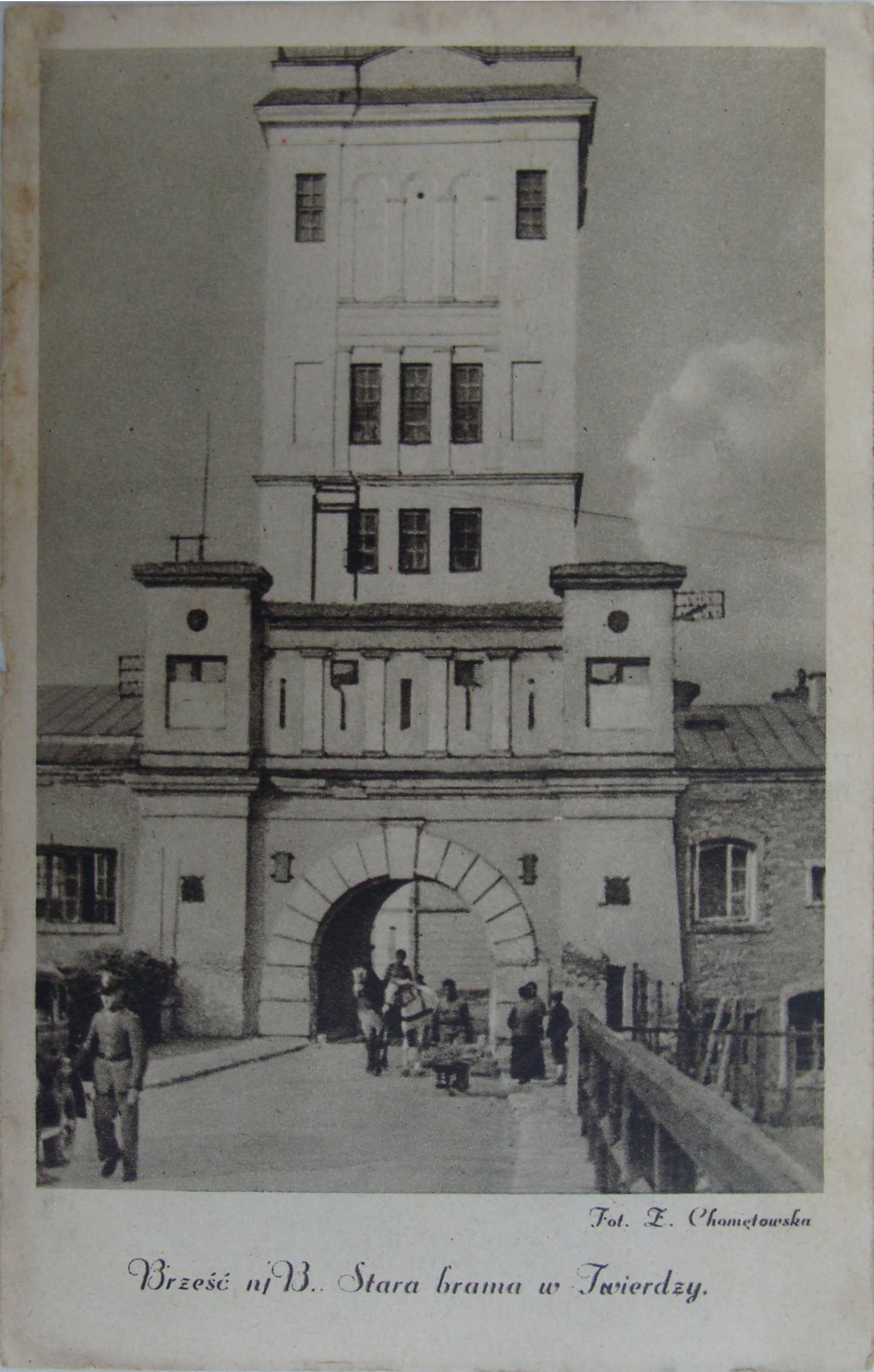
Bieraście, Terespalskaja brama
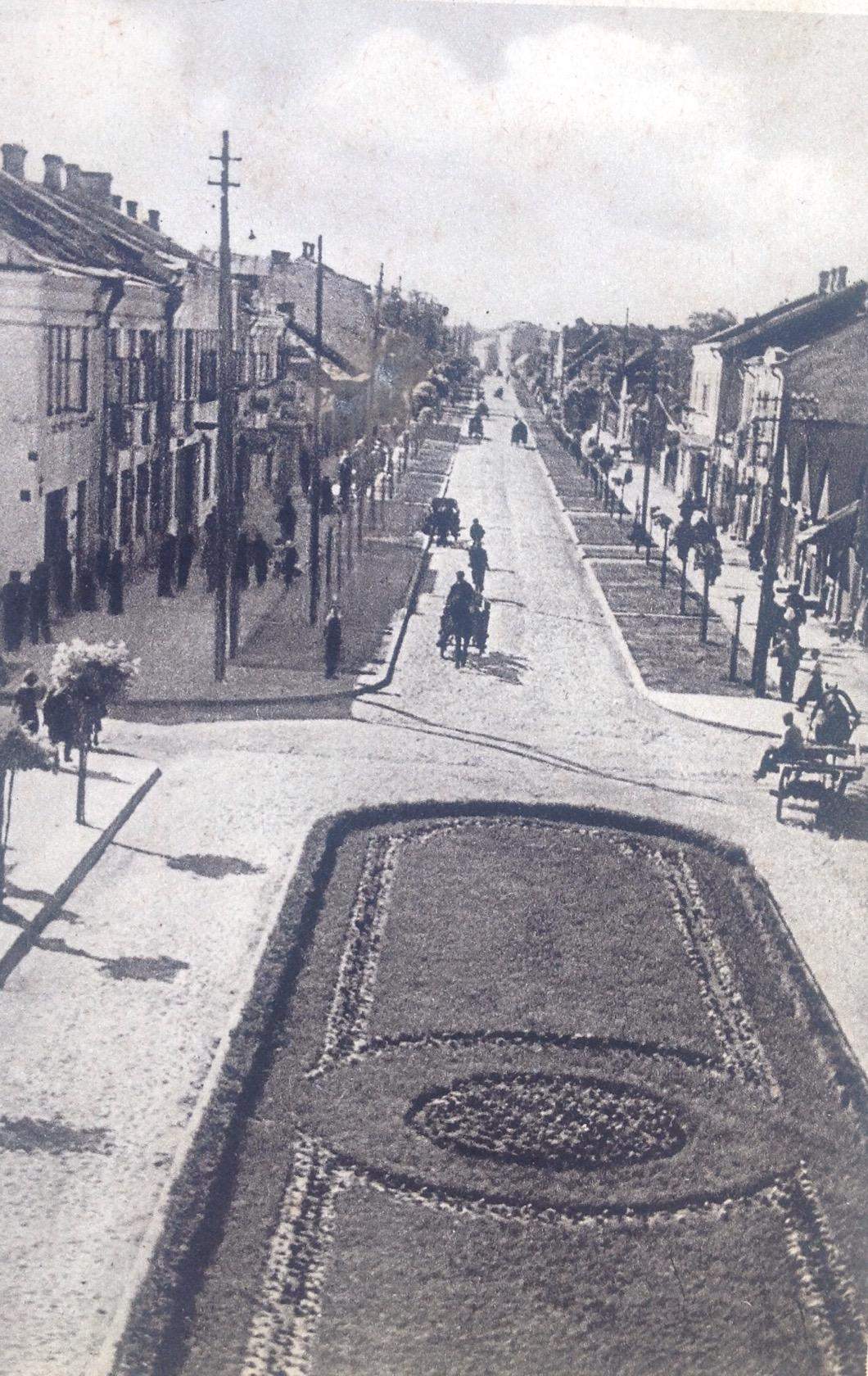
Bieraście, Ušeścienskaja-Sadovaja
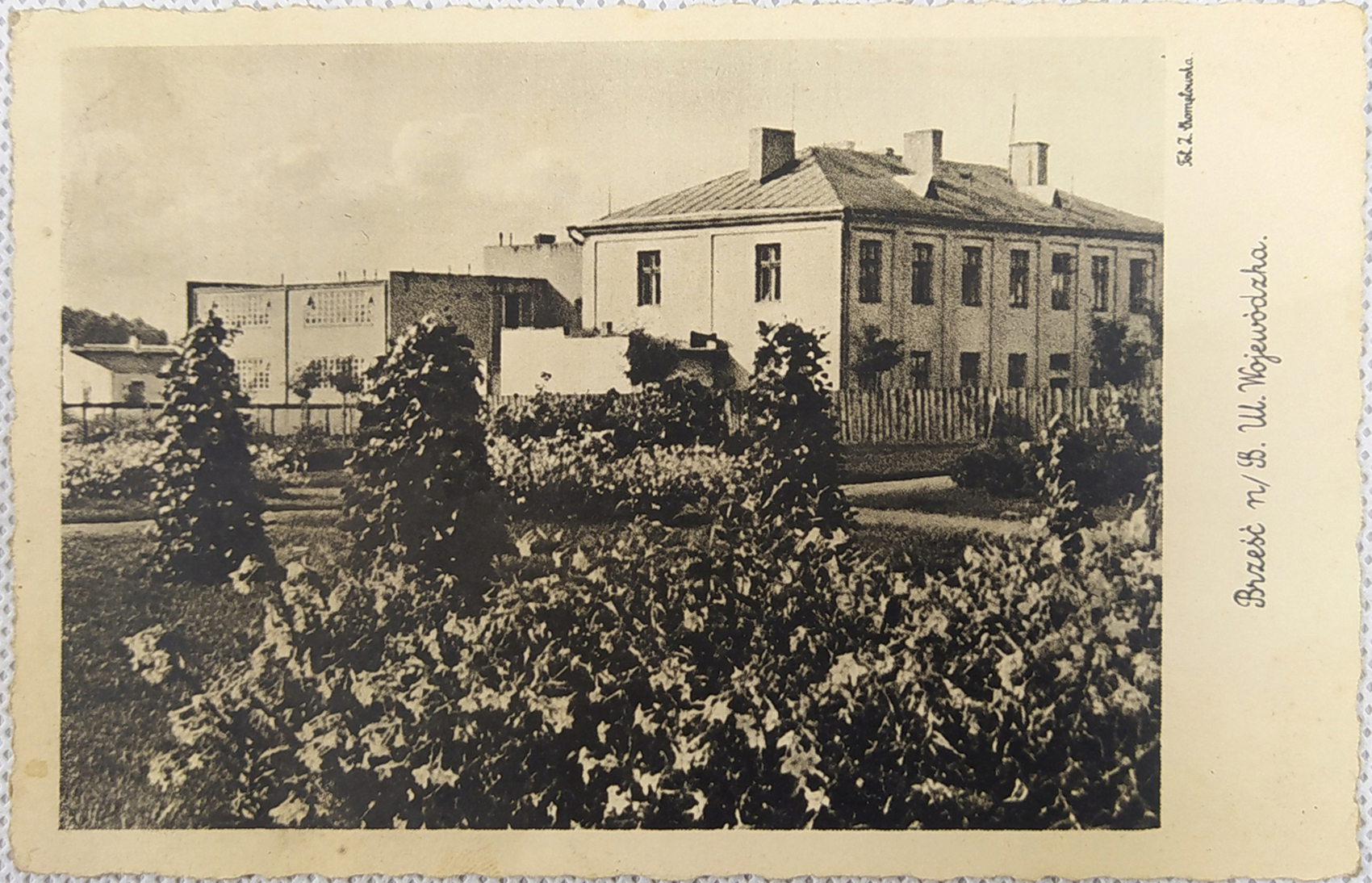
Bieraście
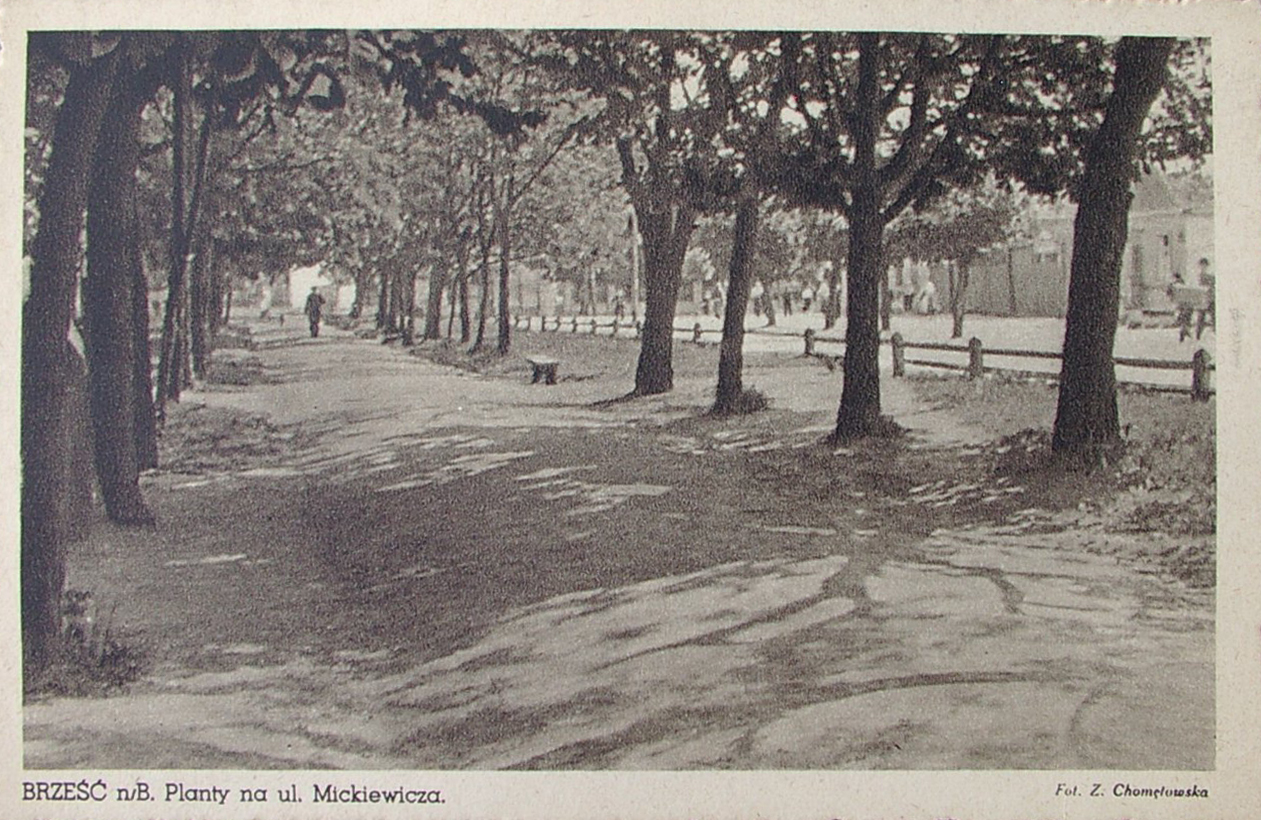
Bieraście
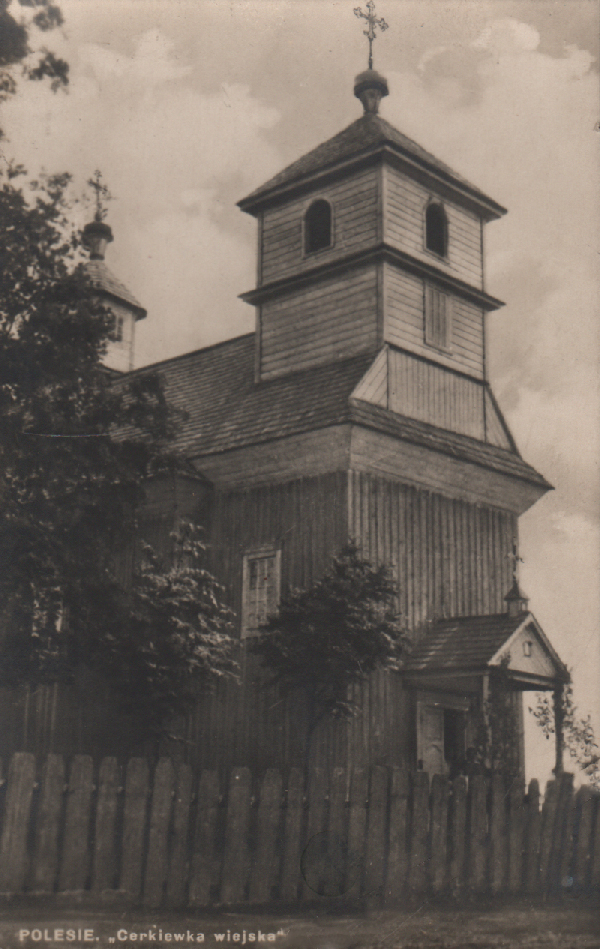
Dabrasłaŭka, Trajeckaja
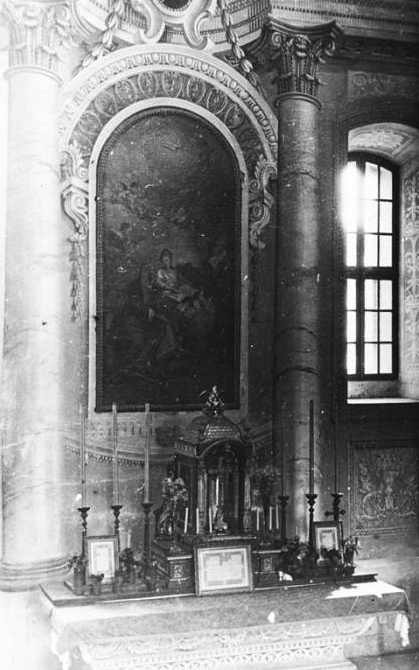
Haradzišča, Benedyktynski
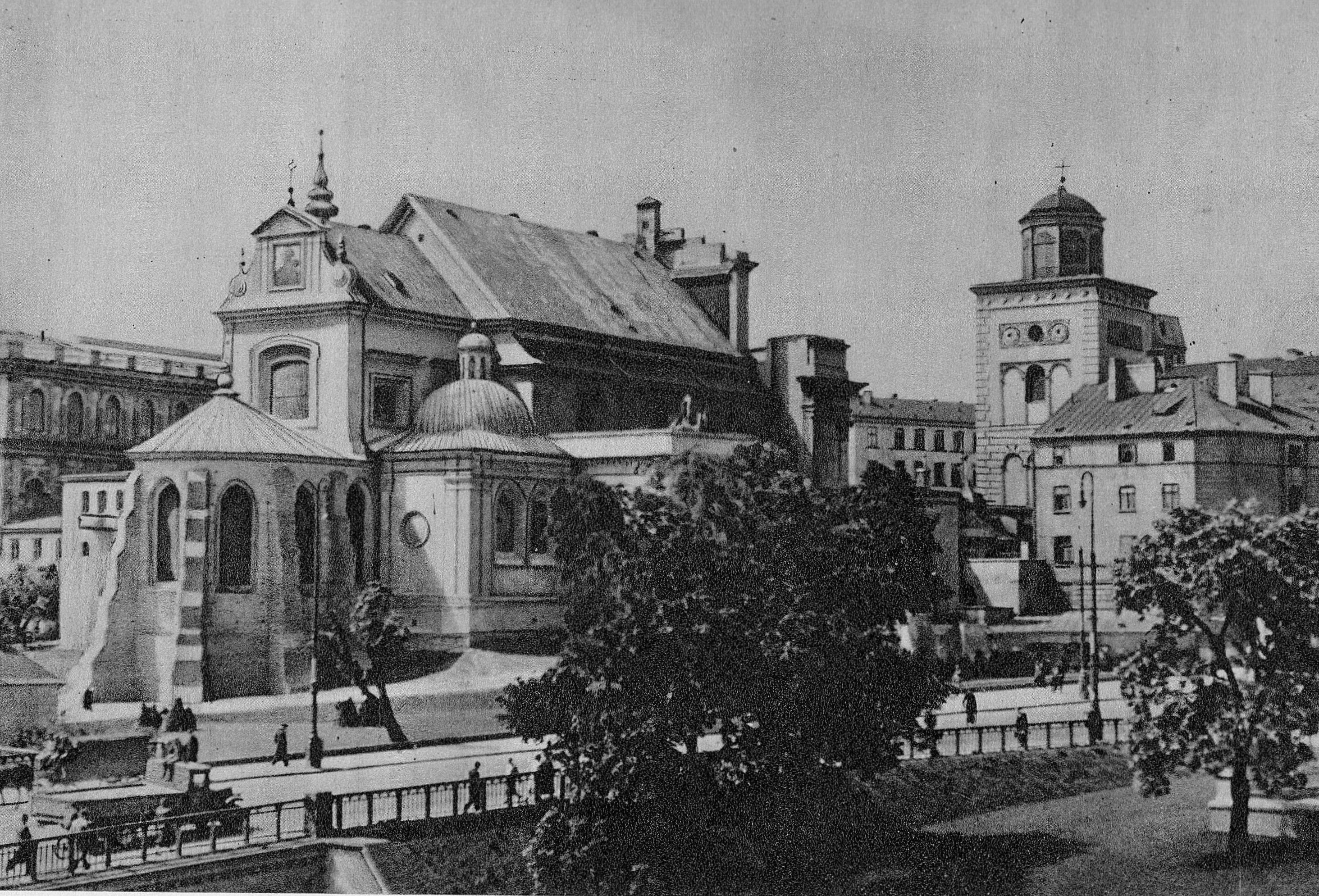
Kostel sv. Anny, Anny Nowy Zjazd
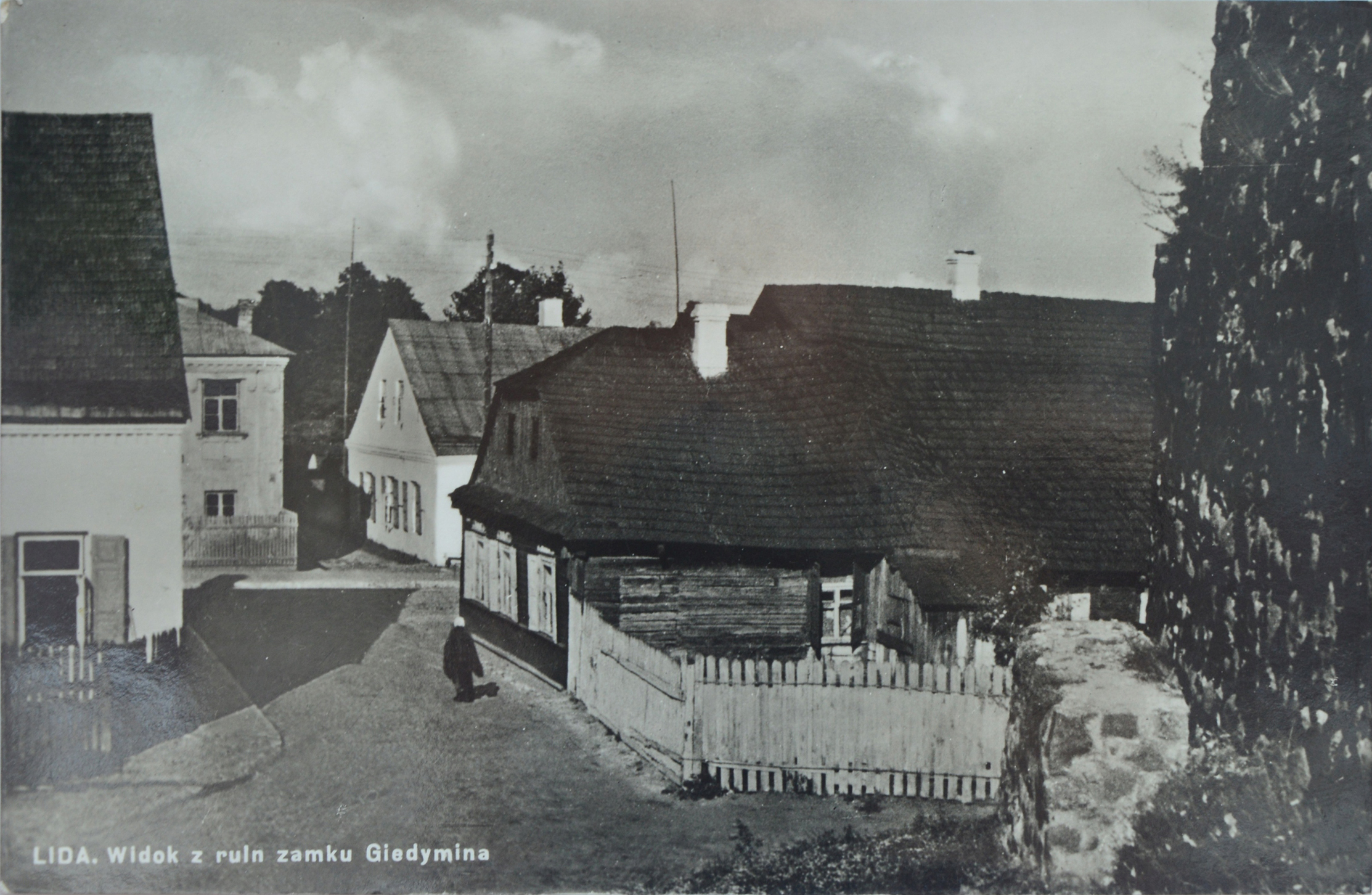
Lida, Zarečča
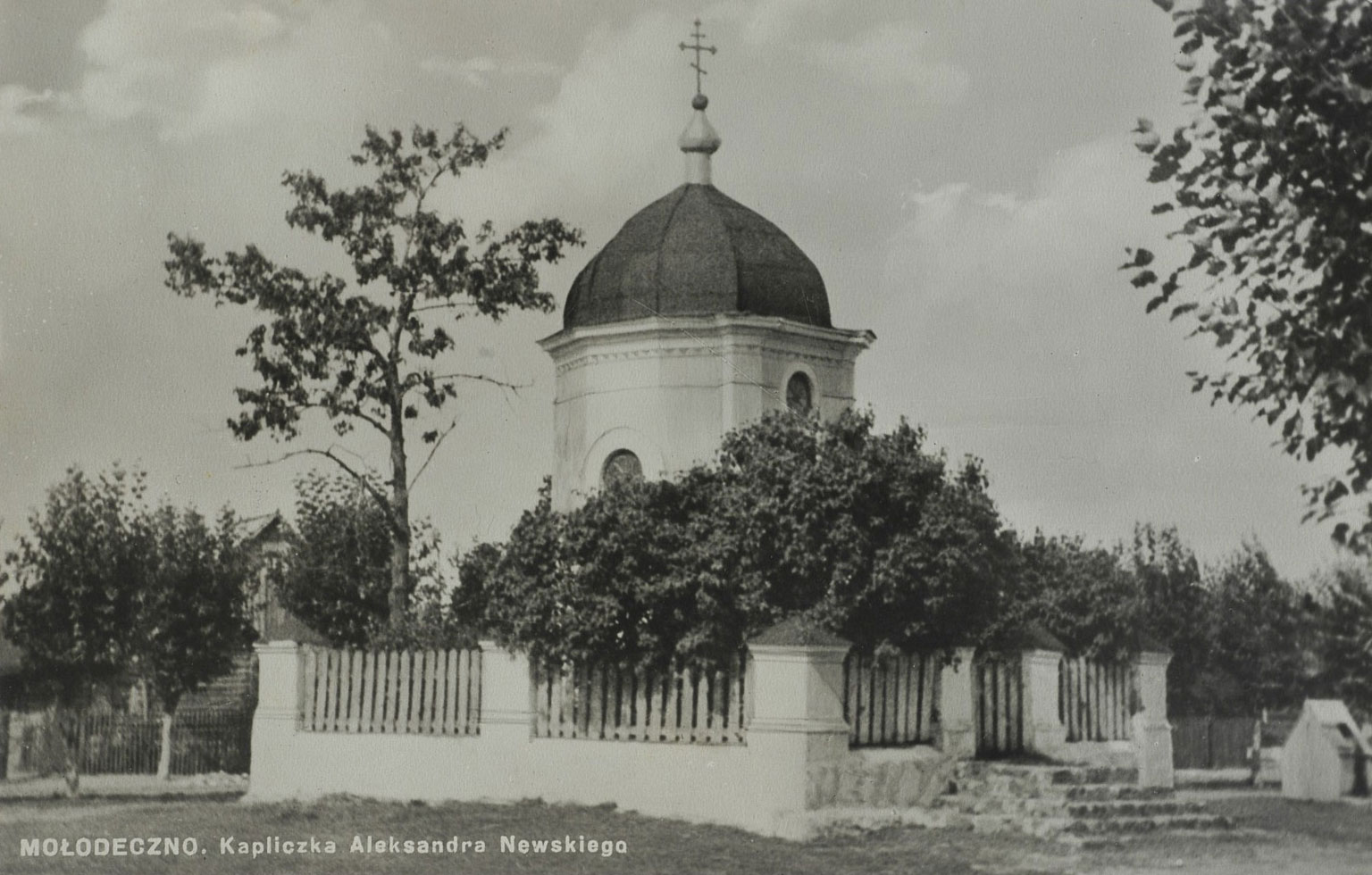
Maładečna, Vilenskaja, Kaplica
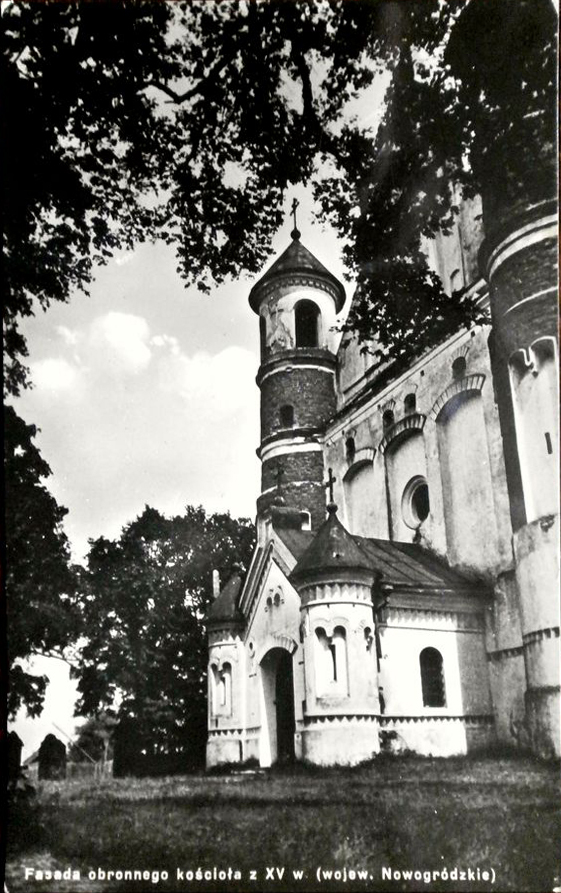
Muravanka, Małamažejkaŭskaja
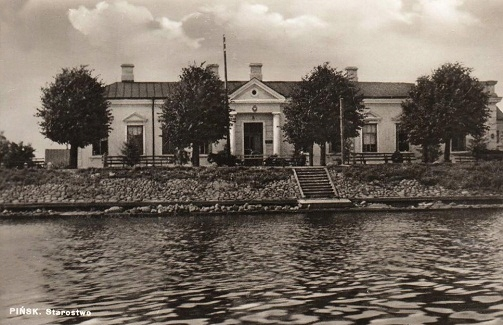
Pinsk, Pina-Karalin, Starostva
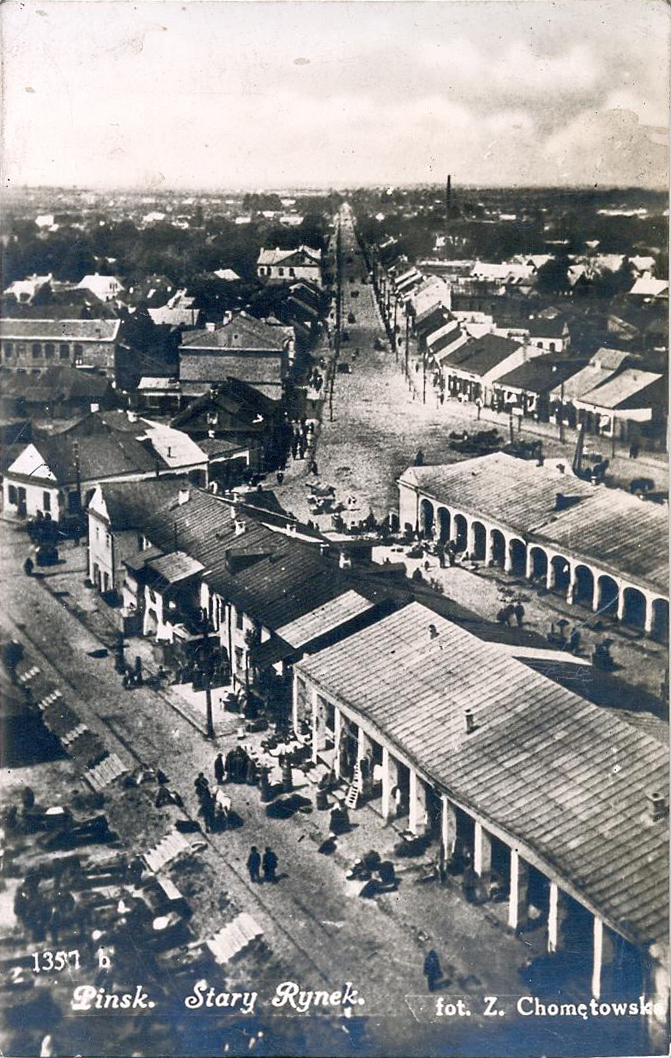
Pinsk, Stary Rynak-Bieraściejskaja
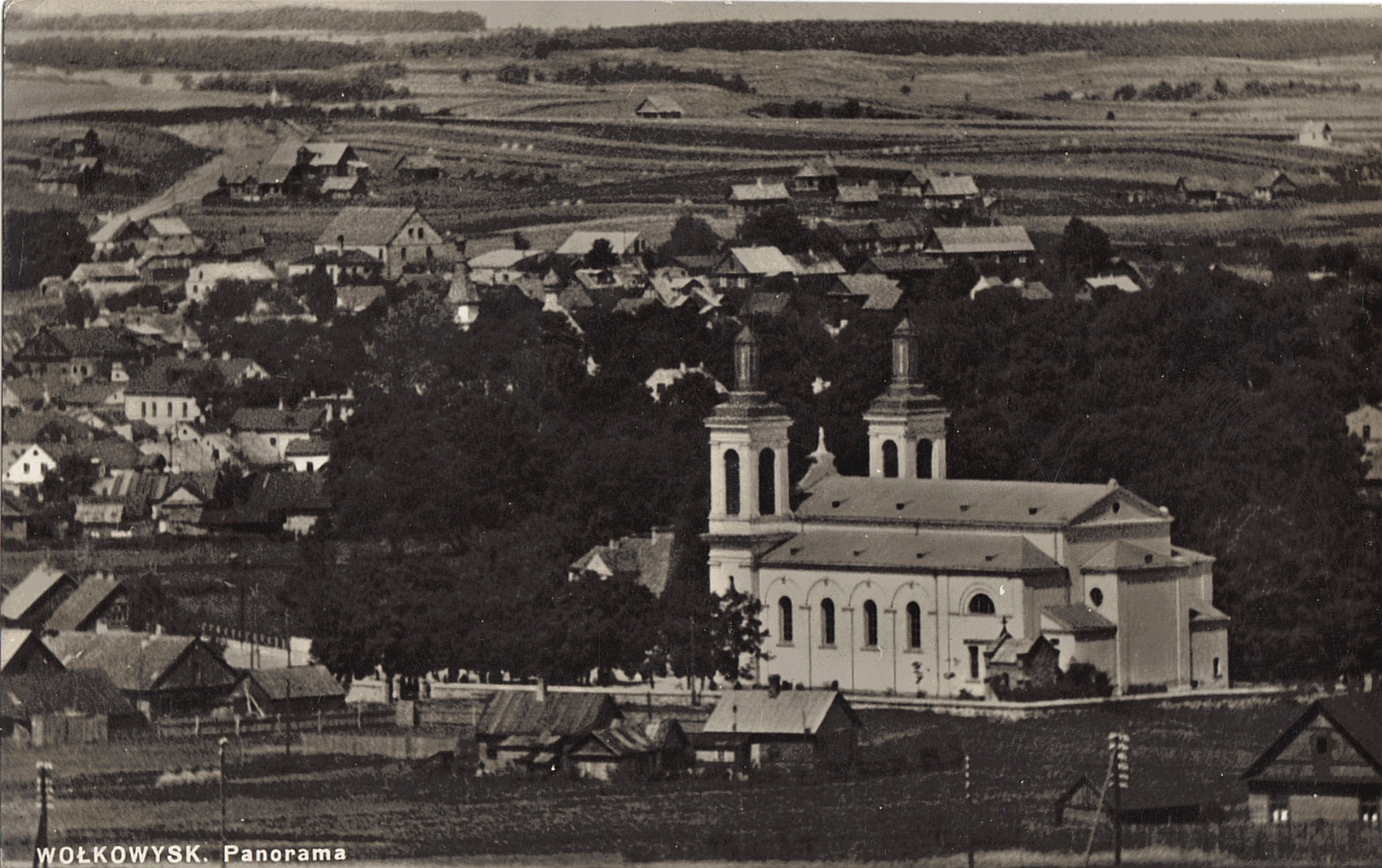
Vaŭkavysk, Śviatoha Vacłava
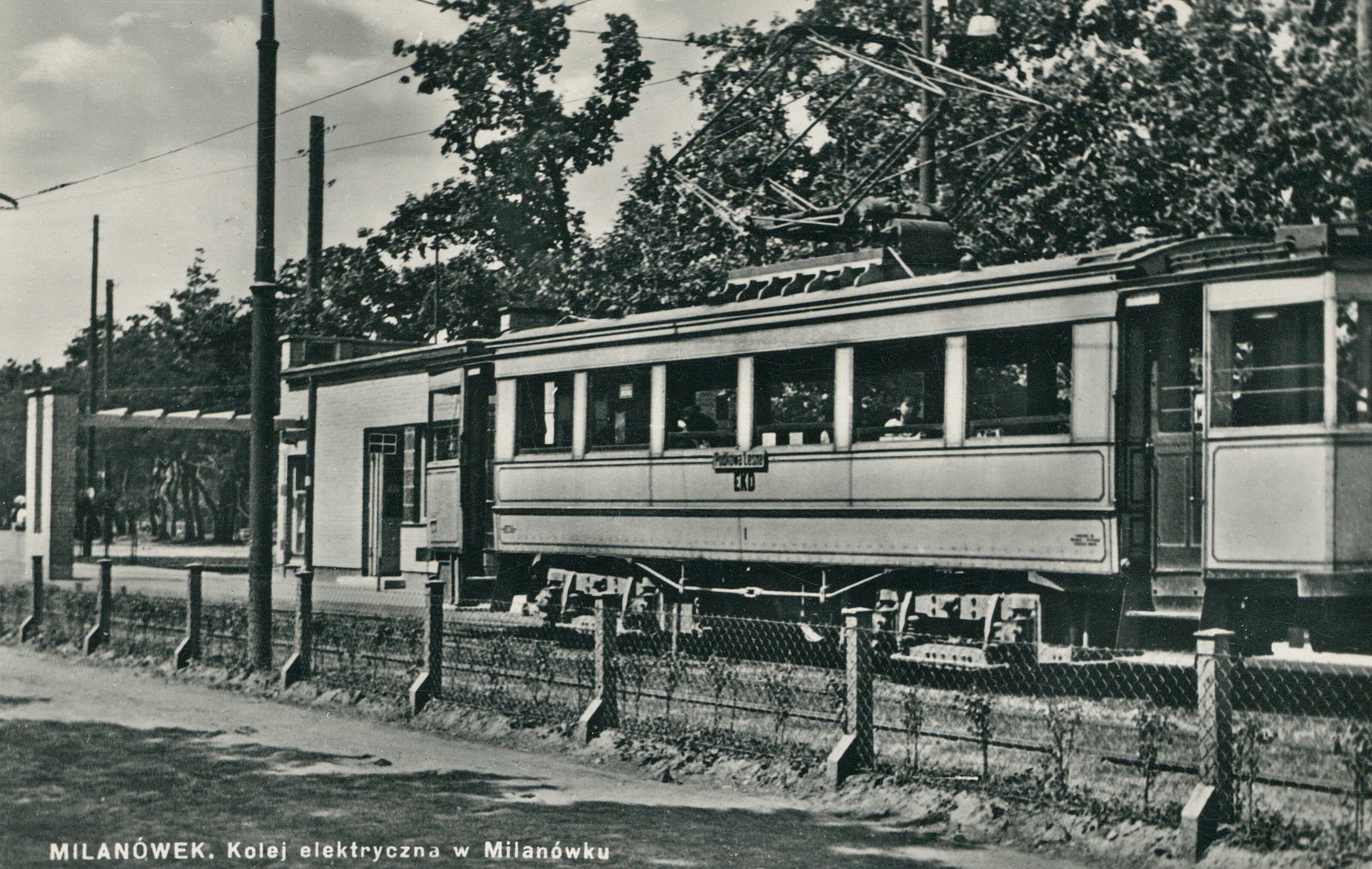
Elektrická dráha v Milanówku, 1935-1944